# Romeo Martinez
Romeo Martinez (febbraio 1911 – Parigi, 13 novembre 1990) è stato un critico d'arte spagnolo.
Si può affermare che Martinez sia stato uno dei più importanti protagonisti dell’arte e dell’editoria del XX secolo.

## Biografia
La sua infanzia trascorse in vari paesi europei per gli incarichi diplomatici del padre, frequentando le scuole, oltre a quelle spagnole, in Turchia, Belgio e Italia. All'inizio degli anni Trenta decise di frequentare Scienze Politiche all'Università di Parigi. Parte volontario per la guerra civile spagnola, ma con la dittatura di Francisco Franco, si rifugiò a Parigi dove ottenne la cittadinanza francese nel 1939.
Al termine della seconda guerra mondiale, dopo aver diretto una scuderia di cavalli, iniziò ad occuparsi dell'editoria di immagini per alcune riviste. Fu con la rivista svizzera Camera, dal lui diretta dal 1953 al 1964 e poi condiretta dal 1966 al 1975 con l'americano Allan Porter (che proseguirà le pubblicazioni fino al 1981 quando il nuovo editore, Ringier, decise di chiuderla), che avverrà la vera rivoluzione europea della diffusione della fotografia, ma anche della stessa concezione del mondo dell'immagine. In un appunto del 1953 Martinez scrive: "La fotografia ha creato una nuova visione del mondo ma anche un nuovo modo di concepire il mondo, un nuovo modo di pensare". L'impostazione della rivista divenne perciò un punto di convergenza dei differenti pensieri e di opinioni, anche contrastanti ma egualmente legittimi, attorno alla fotografia.
Fondata in Svizzera, a Lucerna, nel 1922 dal piccolo editore Carl Josef Bucher e dall'ingegnere e fotografo dilettante Adolf Herz, il periodico Camera nel 1964, con la direzione di Martinez, raggiunse i 35.000 abbonati. Già con i primi numeri negli anni Venti la rivista si caratterizzò per lo sguardo attento all'immagine fotografica come espressione artistica pubblicando le foto di Heinrich Kühn, James Craig Annan, Edward Steichen, Alfred Stieglitz.
L'intento di Martinez, non solo con la rivista ma anche col suo lavoro di curatore, fu quello di contribuire alla definizione delle applicazioni fotografiche dal reportage alla moda, dalla foto industriale al nudo, dal paesaggio al ritratto, senza doverne stabilire una gerarchia tra le diverse espressioni e soprattutto nel rifiuto di stabilire un primato, una barriera, tra il professionista ed il cosiddetto amatore, elevando la professione di fotografo da semplice operatore al rango d’autore.
Martinez scrive "la maniera di vedere è molto più importante della maniera di fare", e se ciò deve essere applicato alla costruzione della rivista tanto più il concetto deve impegnare lo scatto del fotografo.
Scritta in tre lingue, francese, tedesco e inglese, l'importanza europea crescerà con il passare degli anni e nelle sue pagine troveranno spazio anche autori americani e giapponesi, compresi i fotografi dell'est europeo che storici, come Anna Farova, contribuiranno a far conoscere. Camera però non pubblicò solo le immagini di grandi fotografi ma raccontò anche dei grandi appuntamenti come Photokina a Colonia così come di altre fiere e festival scientifici legati alla fotografia e alle nuove frontiere tecniche, senza peraltro dimenticare l'attualità, come, ad esempio, la morte di Robert Capa e Werner Bischof nel 1954 a cui il mensile dedicò ampio spazio.
L'attività di Martinez, oltre alla rivista, fu anche quella di direttore della celebre Enciclopedia "I grandi Fotografi" dei F.lli Fabbri editori di cui tra il 1982 e 1983 usciranno circa 80 monografie di altrettanti fotografi internazionali, dai classici a coloro che in quegli anni erano meno conosciuti.
Con il medesimo approccio culturale e con lo stesso slancio creativo, Martinez curò dal 1957 al 1965 la Biennale Internazionale di Fotografia a Venezia, dove peraltro emerse la distanza tra lui ed altri curatori, i quali organizzavano rassegne pensando soprattutto alla propria idea, "strumentalizzando le opere esposte", che ben poco avevano a che vedere con il senso critico e con l'educazione dello sguardo.
Famose, inoltre, sono state le retrospettive su Robert Capa, Man Ray, André Kertész, la grande mostra sui fotografi dell'Agenzia Magnum” e le rassegne dedicate ai periodici come “Life” e “Vogue”.
Fu consulente del Centro Georges Pompidou nel quale creò il Dipartimento Iconografico, ed è  stato membro del direttivo della Société Française de Photographie e della Deutsche Gesellschaft für Fotografie.
Nel 1981 fu insignito del “Grand Prix de la Ville de Paris”

## Tributo
Nel 2014 Ca' Pesaro di Venezia ha dedicato una mostra alla rivista Camera curata da Francesca Dolzani e Silvio Fuso dove, oltre alle copertine della rivista, sono stati presenti documenti e fotografie della collezione privata di Martinez.